# 말티즈
말티즈(표준어: 몰티즈, 영어: Maltese)는 개 품종 중 하나이다. '몰티즈'란 이름은 이 개가 지중해의 몰타(이탈리아어: Malta) 섬이 원산지여서 붙여졌다는게 정설이지만, 지중해의 멜리타 지역에서 유래되었다고 주장하는 학자들도 있다. 몸무게는 2~3kg이 평균이지만 큰 종의 경우 5kg까지 된다. 온몸이 순백색의 길고 부드러운 명주실 같은 털로 덮인 매우 아름다운 개로, 새까만 코끝과 어두운 색의 눈이 순백색의 털이 돋보인다. 지중해의 몰타섬이 원산이라고 하여 이 이름이 붙여졌으나, 사실의 기록이나 전승은 전혀 없고 기원도 뚜렷하지 않다. 몰티즈의 원산지가 이탈리아라는 의견도 있다. 1800년 무렵에는 유럽 전역과 미국에 널리 알려졌으며, 아름다운 모습과 온화하고 높은 지능을 지녀 애완용으로 널리 사육되었다. 평균 수명은 15년 정도로 알려져 있다.

## 역사
고대의 이 품종은 여러 세기동안 여러 가지 이름의 종류로 알려져 왔다. 라틴어로 "카니스 멜리타우스"라고 원래 불려 왔으며, 영어로는 "에인션트 도그 오브 몰타(Ancient dog of malta)", "로만 레이디즈 도그(Roman ladies' dog)", "몰티즈 라이언 도그(Maltese lion dog)"로도 잘 알려져 있다. 흔한 최초의 이름인 코키(Cokie)는 알려지지 않았으나, 1960년대 중반 미국 동부해안지역에서 사용한 것으로 여겨진다. 이 견종은 비슷한 견종인 비숑(Bichon)으로 잘못 불려 왔으나 같은 종은 아니다. 아메리칸 커널 클럽(The Kennel Club)이 공식적으로 19세기에 이 종에 "몰티즈"라는 이름을 정착시키기 시작했다.
몰티즈는 스위스 호수 근처에서 발견된 스피츠(Spitz) 종류의 개에서 유래되었고, 다양한 시도의 사육으로 작은 크기에 이르게 되었다. 티베탄 테리어(Tibetan Terrier)와 연관하여 아시아에서 시작된 종이라는 가설도 있다. 그러나 정확한 근원은 알려지지 않았다. 이 개는 유목민들을 통해 중동을 거쳐 유럽으로 넘어 갔을 것으로 보인다. 일부는 이 초기 몰티즈가 이 품종의 특징을 얻기 전까지 쥐나 토끼같은 설치류들을 관리하는 데에 이용되었다고 믿는다.

## 설명
몰티즈는 1954년 이탈리아의 후원단체를 통해 국제애견협회인 FCI(Fédération Cynologique Internationale) 품종으로 인정되었다. 최근 FCI 기준은 1989년 11월 27일이며, 이탈리아어에서 영어로 번역된 것은 1998년 4월 6일이다.
몰티즈는 스탠리 코렌의 똑똑한 개 순위 중 59위로(총 79마리), 명령을 따를 줄 아는 품종에 속한다.

### 외형
둥근 머리, 짧은 주둥이, 까만코와 갈색 눈이 특징이다. 몸통은 작고 길이는 키와 비슷하다. 귀는 긴 털과 함께 쳐져있고, 약간 어두운 피부색을 가졌다. 햇빛에 노출이 적은 경우, 코의 색이 바래거나 분홍색 혹은 밝은 갈색으로 변할 수 있으나 햇빛을 쐼으로써 종종 다시 검은색으로 돌아온다. 하지만 코의 색은 대부분 유전이기 때문에 자외선 여부와 상관 없이 부모견과 비슷한 색상을 띄게 된다.

#### 털
몰티즈는 길고 비단 같은 털을 가지고 있다. 종종 구불거리는 털을 갖기도 하나 관리가 잘못되는 경우가 많다. 순백색의 하얀 털색이 기준이지만, 옅은 상아색이나, 약간의 레몬색이 섞이는 등의 털 색상은 일부가 기준상 허용되기도 한다. 약간 요크셔 테리어 같은 외형이 순종.
일부의 사람들은 짧은 털을 선호하는데, 털을 전부 밀어버리거나, 2.5cm 이하의 길이로 짧게 깎아내는 퍼피컷이 흔한 미용 방법이다.

#### 크기
무게는 보통 어떤 기준을 사용하느냐에 따라 범위가 다르다. 아메리칸 커널 클럽은 1.8-3.2kg로 보고 있으며, 1.8-2.7kg의 무게를 선호한다. 유럽에서는 조금 더 무거운 3-4kg 정도의 몰티즈를 선호한다. 높이는 보통 18-30cm 정도이다.

### 걸음걸이
AKC 기준에 의하면 몰티즈는 경쾌하고 부드럽게 움직인다. 걸을 때 앞다리는 쭉 뻗고 어깨는 편하게, 관절부분은 닫히는 형태이다. 뒷다리는 일렬로 따라 움직인다. 몰티즈는 관절이 약하여 매우 조심해야 한다. 걸음이 원활하지 않을 경우에는 대개 관절에 문제가 발생해서 그렇다.

### 성격
몰티즈는 반려용으로, 매우 활발하고 생기 발랄하다. 심지어 나이가 들어도 자신의 에너지와 장난스러움은 유지된다. 아이들을 자신의 라이벌로 생각하고 대드는 경향이 있으니 서열 정하기 훈련에 신경을 써야 한다.  몰티즈는 집에서 매우 활발하며, 작은 공간에서도 잘 적응한다. 이러한 이유로 이 품종은 아파트나 작은 집 등 도시 거주자에 매우 적합하다. 일부 몰티즈는 분리불안 증세로 고생하기도 한다.
2010년 the Korean National Veterinary Research 와 Quarantine Service 조사에 의하면, 1월부터 8월 사이에 1,208마리의 몰티즈가 유기되었으며, 이는 몰티즈를 한국에서 가장 많이 유기되는 품종으로 이끌었다.

## 관리
몰티즈는 밑털(속털)이 없고, 실내에서 길러진다. 비슷한 종류인 푸들이나 비숑 프리제같이 저자극성 동물로 간주되어 개 알러지를 가지고 있는 사람에게는 알러지 반응을 나타내지 않는 편이다.  눈물자국을 예방하기 위해서 눈 주변은 자주 깨끗하게 해주는 것이 좋다. 개는 자주 씻기지 않는 것이 좋음에도 불구하고 많은 사람들이 일주일에 한 번 목욕을 시키는 사람들이 많이 있으나, 털이 길어도 3주에 한 번 정도가 적당하다. 또한, 1~2개월에 한 번정도 주기적인 관리는 애완용 개의 털을 윤기있게 유지하는 것에 도움이 된다. 일부 사람들은 몰티즈를 강아지의 모습으로 보이게 하려고 퍼피컷(puppy cut)을 많이 한다. 간혹 도그쇼를 준비하는 사람들의 경우 윤기를 잃는 것을 방지하기 위해 털을 감아놨다가 쇼 직전에 빗어서 원래 길이대로 풀어내기도 한다. 집안에서 소변을 한 후에 주인에게 찾아가서 자신의 몸을 닦아달라고 표시를 하기도 한다.
몰티즈는 눈물자국으로도 유명하다. 눈 주변의 약간 붉은 듯한 색의 눈물자국은 문제가 될 수도 있다. 눈물자국을 지우기 위해서 일주일에 두 번 정도 특별히 만들어진 액체나 가루를 따듯한 물에 적셔 눈물자국 부분을 빗겨 준다. 펫샵에서 구할 수 있다. 몰티즈는 역재채기를 할 수도 있다. 역재채기는 컥컥대거나 경적 같은 소리를 내는 것으로 심하게 흥분하거나 알러지 반응 등 다양한 이유로 발생하기도 하는데 생명의 위협을 가할 정도로 위험하지는 않다.
몰티즈는 종종 치아관련 문제를 겪는 편인데, 나이가 들면서 관리가 제대로 되지 않으면 균에 감염된 치아가 빠질 수 있다. 치아 문제를 예방하기 위해서 일주일에 한 번 정도 부드려운 칫솔과 개 전용 치약으로 주기적으로 이를 닦아 주는 것이 좋다.
몸 아래에 혹이 생기는 경우도 종종있다. 정확한 원인은 알려지지 않았다.

## 자궁축농증
몰티즈에게 자주 나타나는 질병으로는 자궁축농증이 있다. 증상은 다음과 같다.
- 물을 허겁지겁 매우 많이 먹는다.
- 물을 너무 많이 마셔 소변을 많이 배출한다.
- 생식기에서 노란물이 나온다.
- 컨디션이 좋지 않아서 코가 마르고 갈라진다.
- 먹은 걸 토한다.
- 눈에 띄게 식욕이 없다.
- 좋아하던 음식도 먹지 않는다.
- 사람이 집에 와도 크게 반기지 않는다.
- 자꾸 구석에 혼자 있으려고 한다
- 딱히 아프게 한 것 같지 않은데 만지려고 하면 비명을 지르면서 물려고 한다.
- 근처만 가도 짖고 문다

## 갤러리

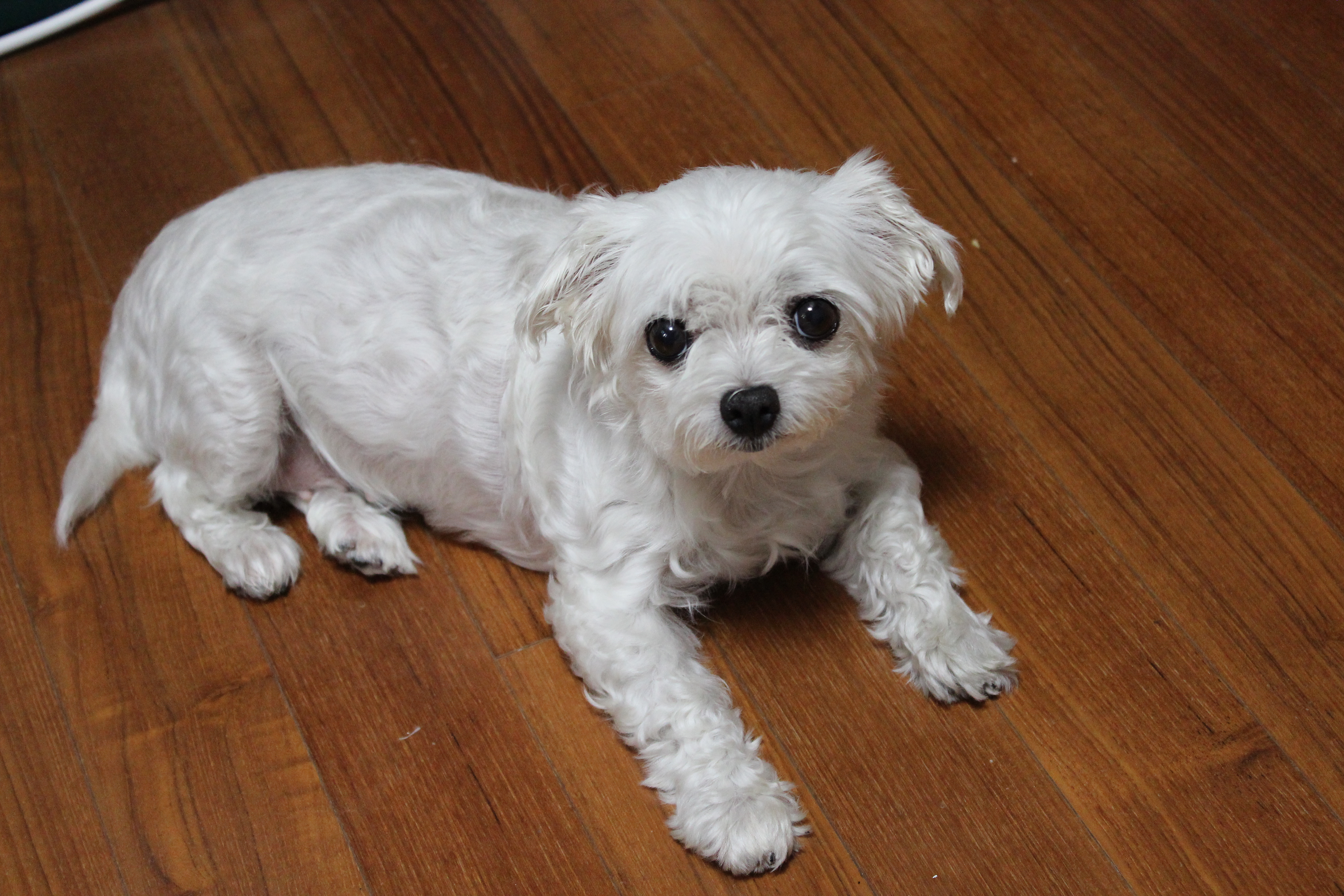
주인의 생각을 읽어내는 말티즈
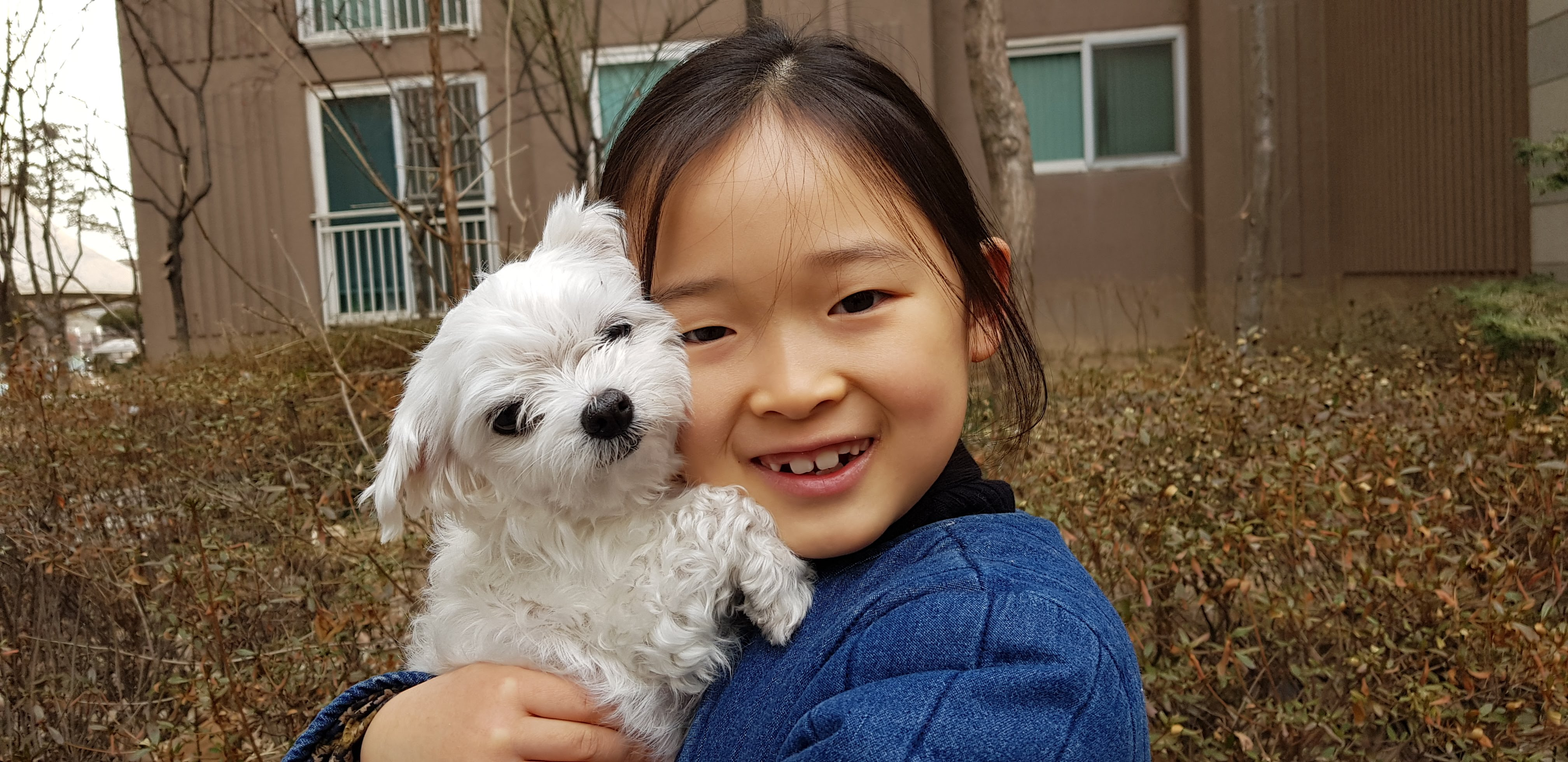
주인에게 안겨있는 말티즈
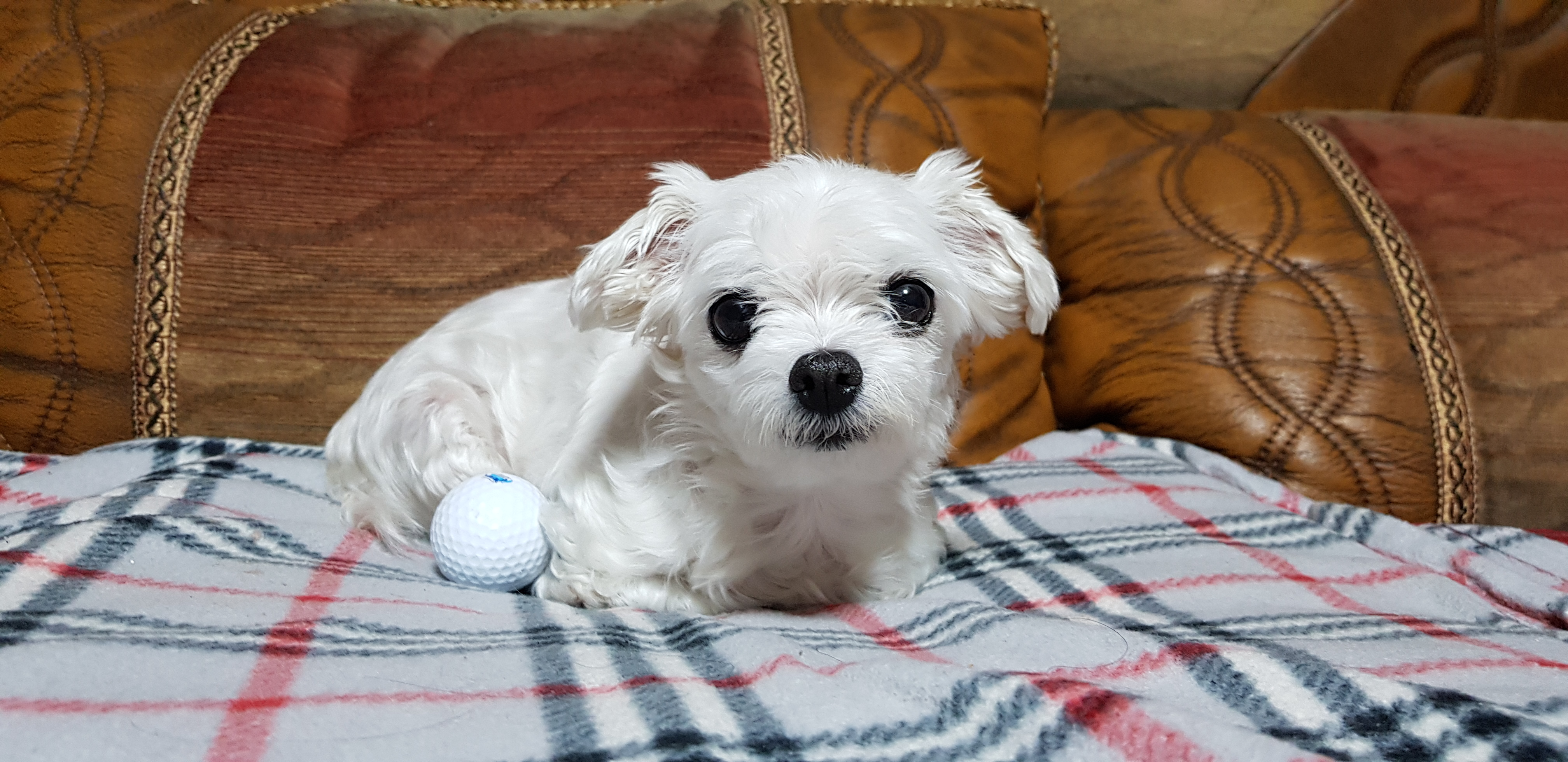
주인의 말을 주의깊게 듣고 있는 말티즈
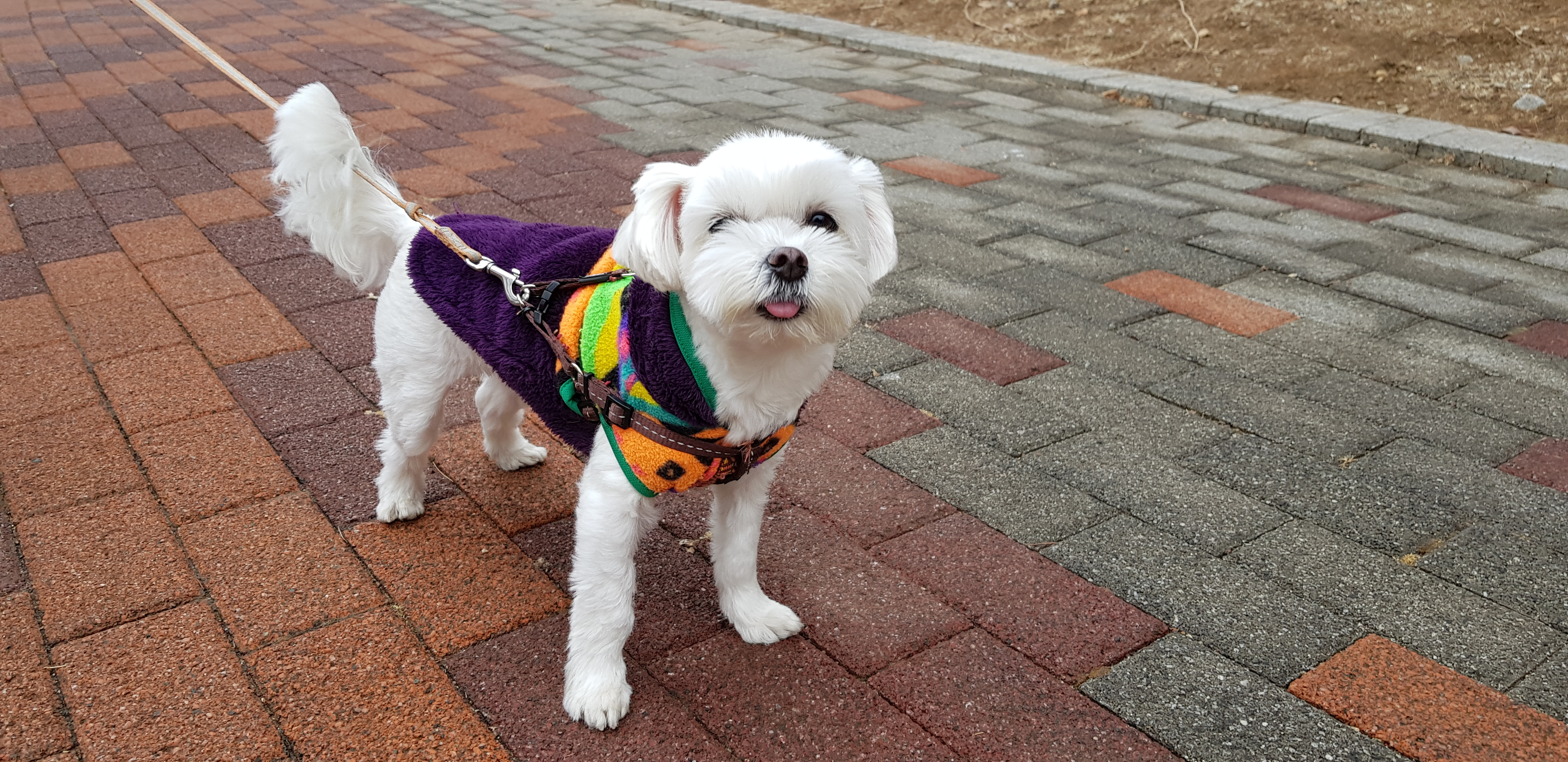
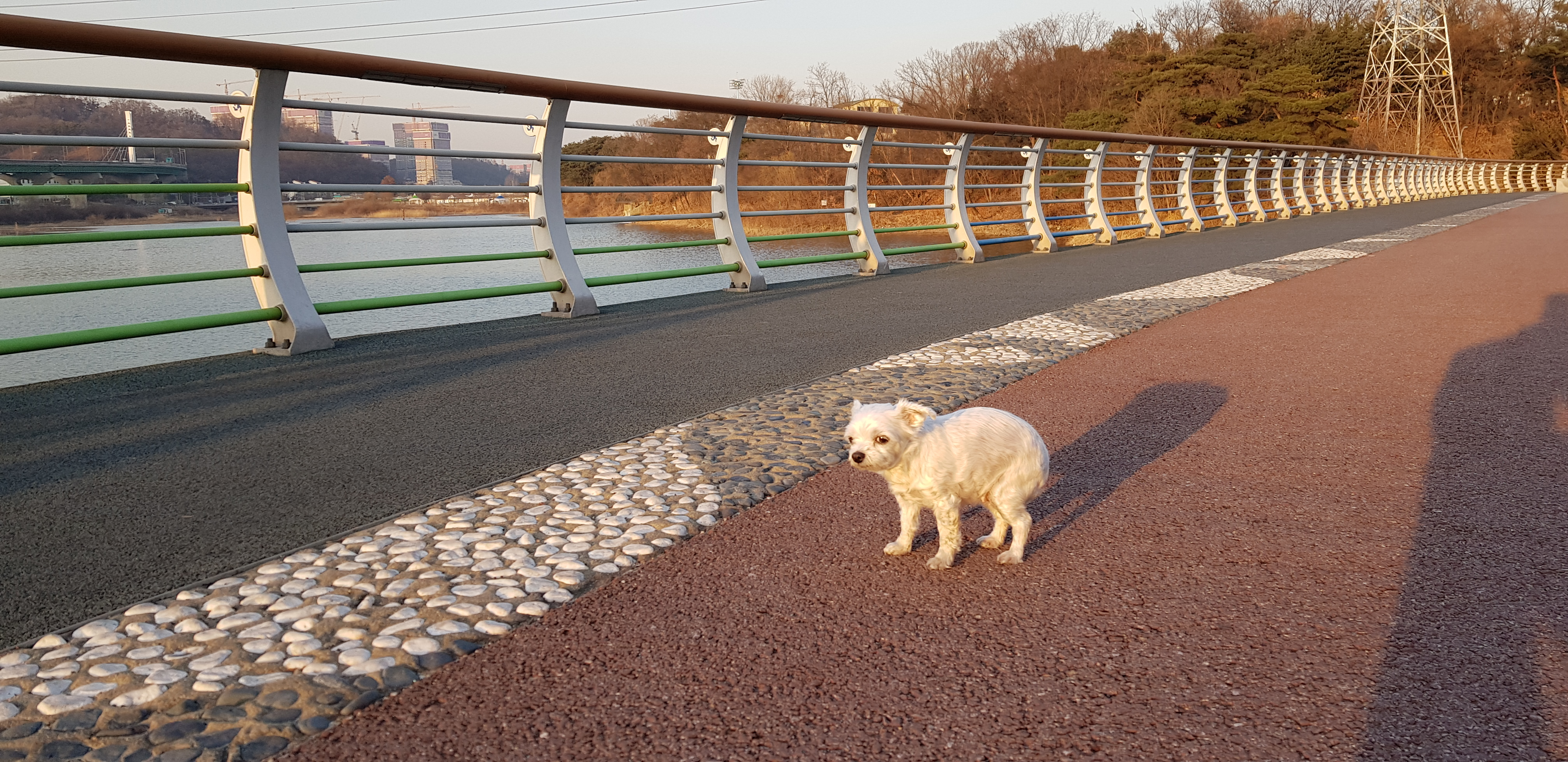
추운겨울 호수에 불안해하는 말티즈
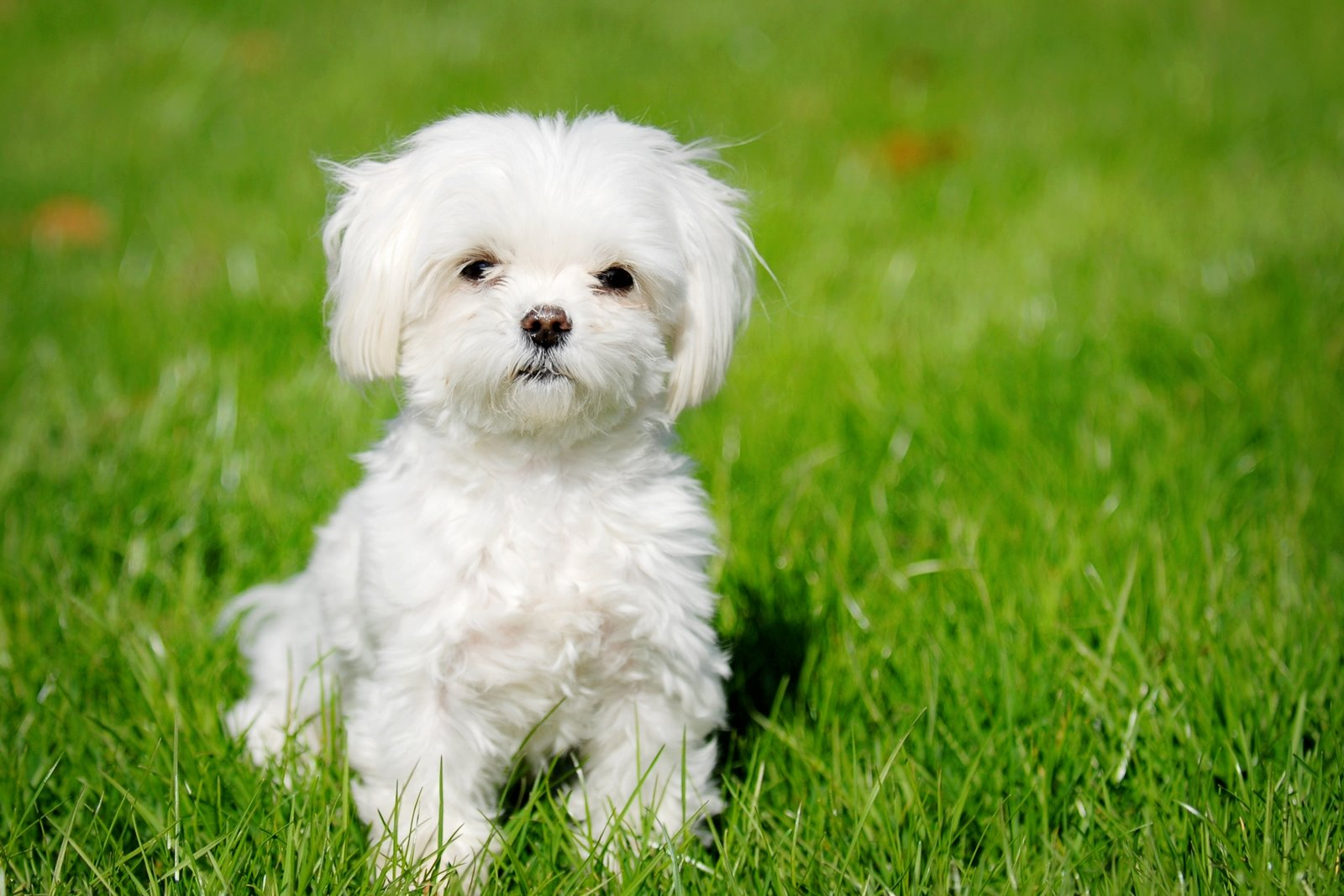
말티즈
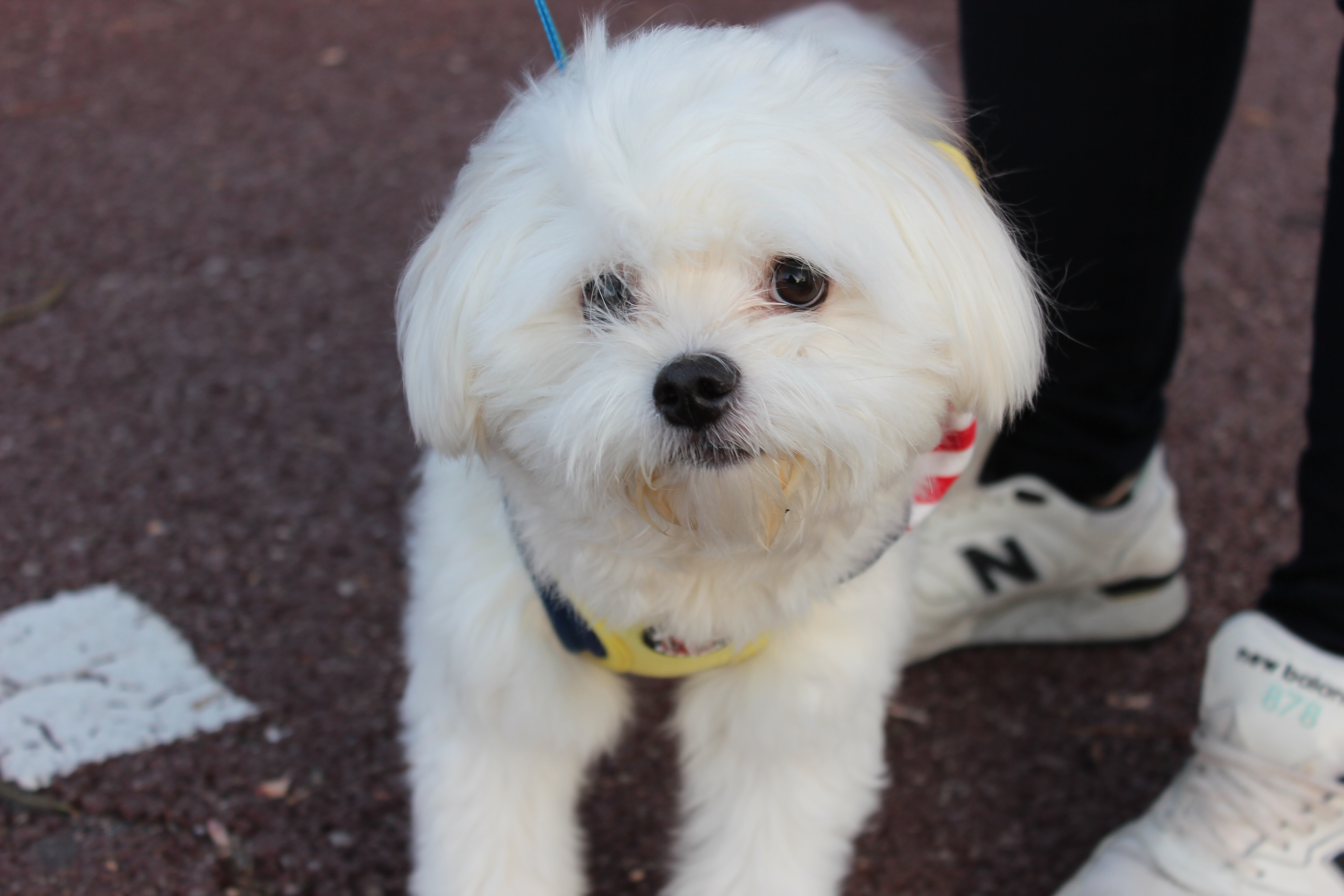
몸무게 5kg의 대형 말티즈
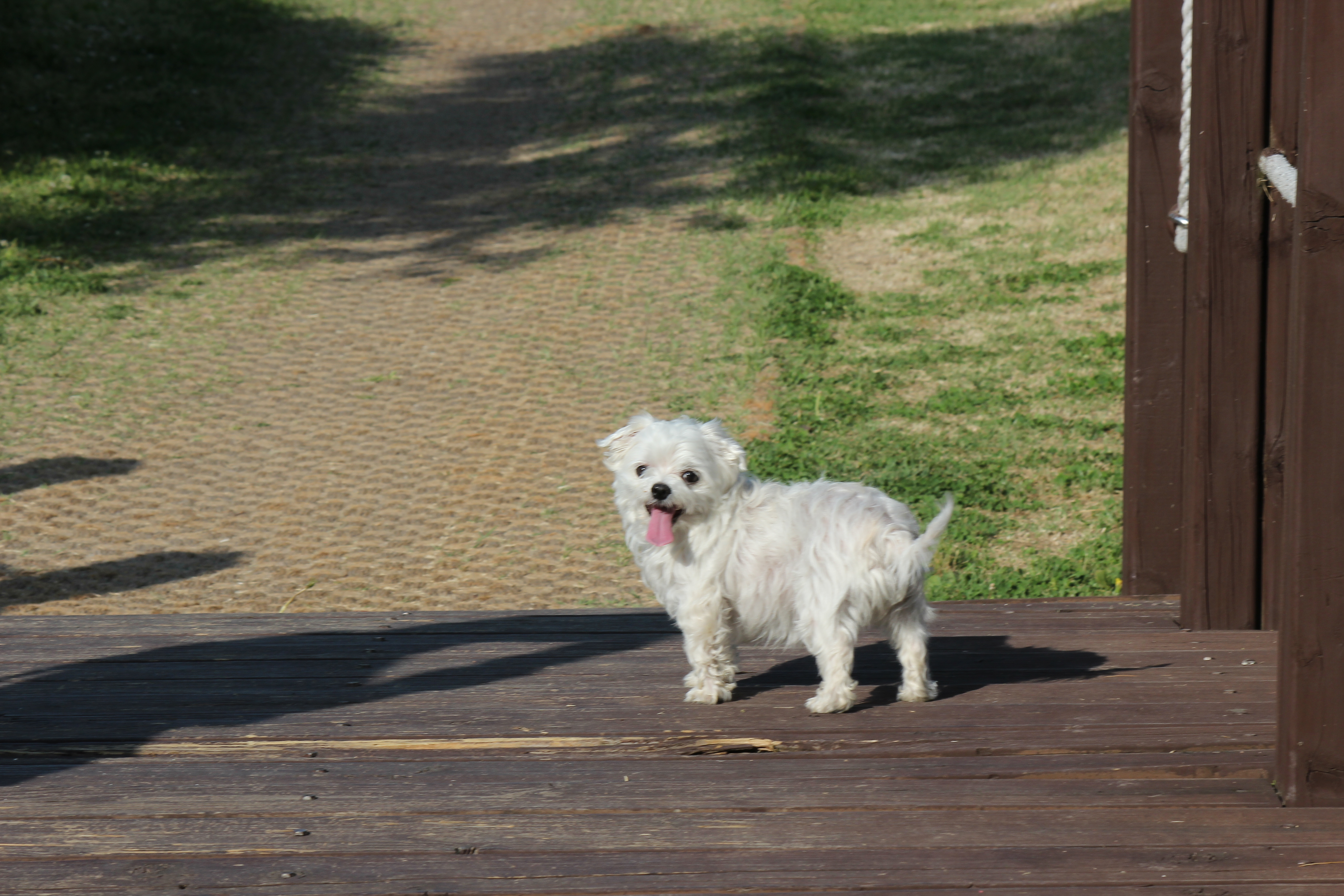
더워하는 말티즈
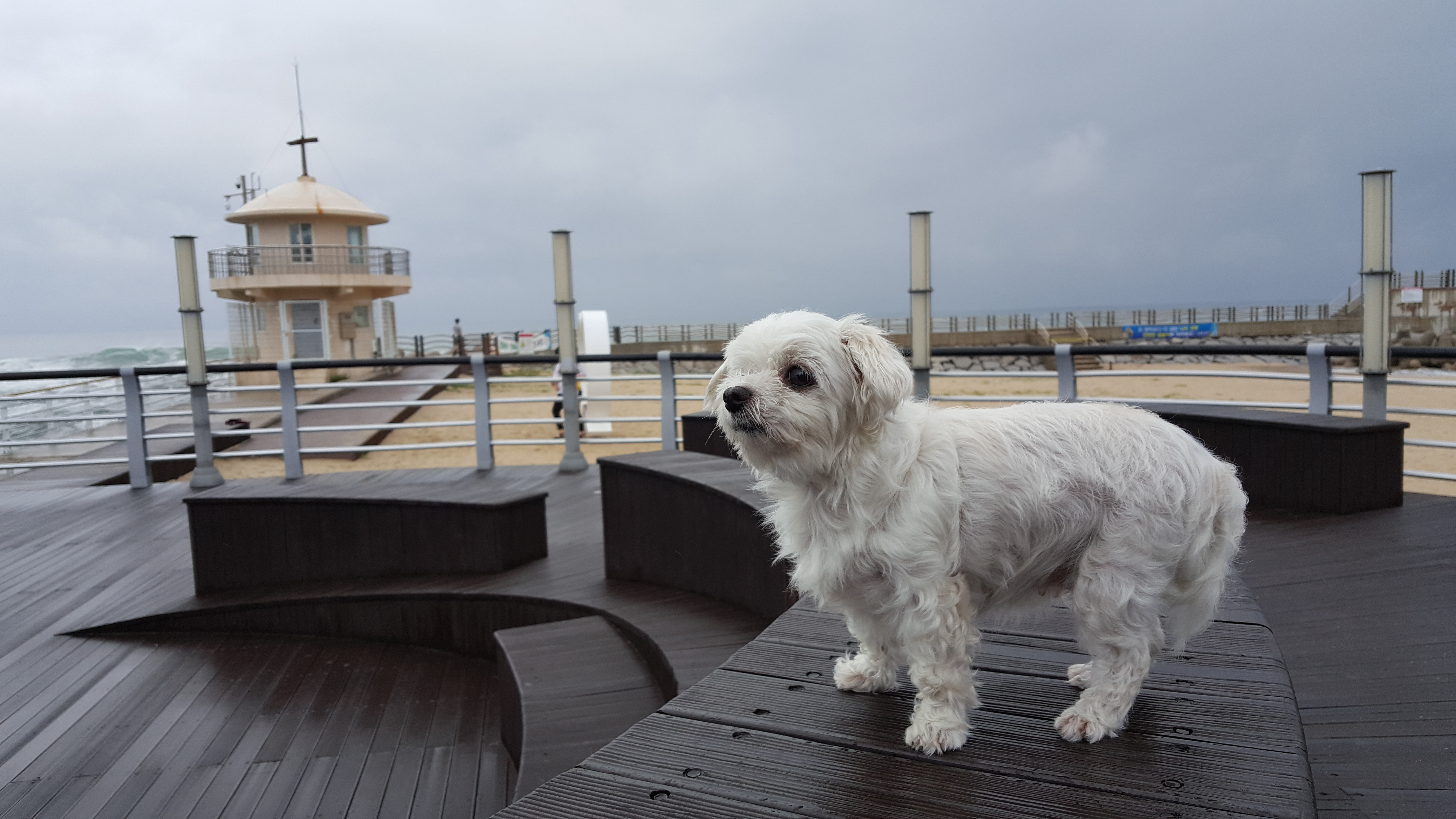
바닷가를 바라보는 말티즈
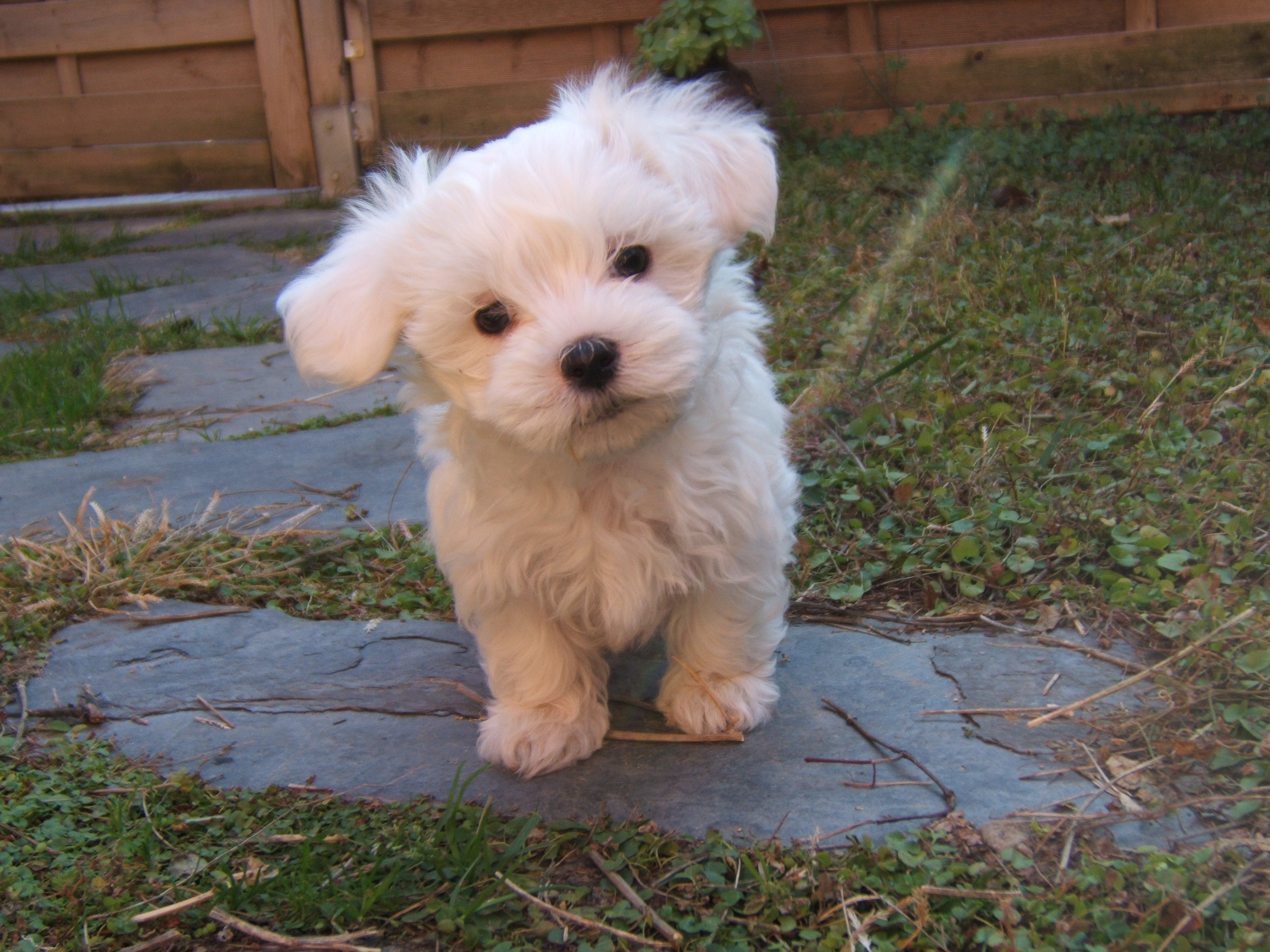
강아지 말티즈
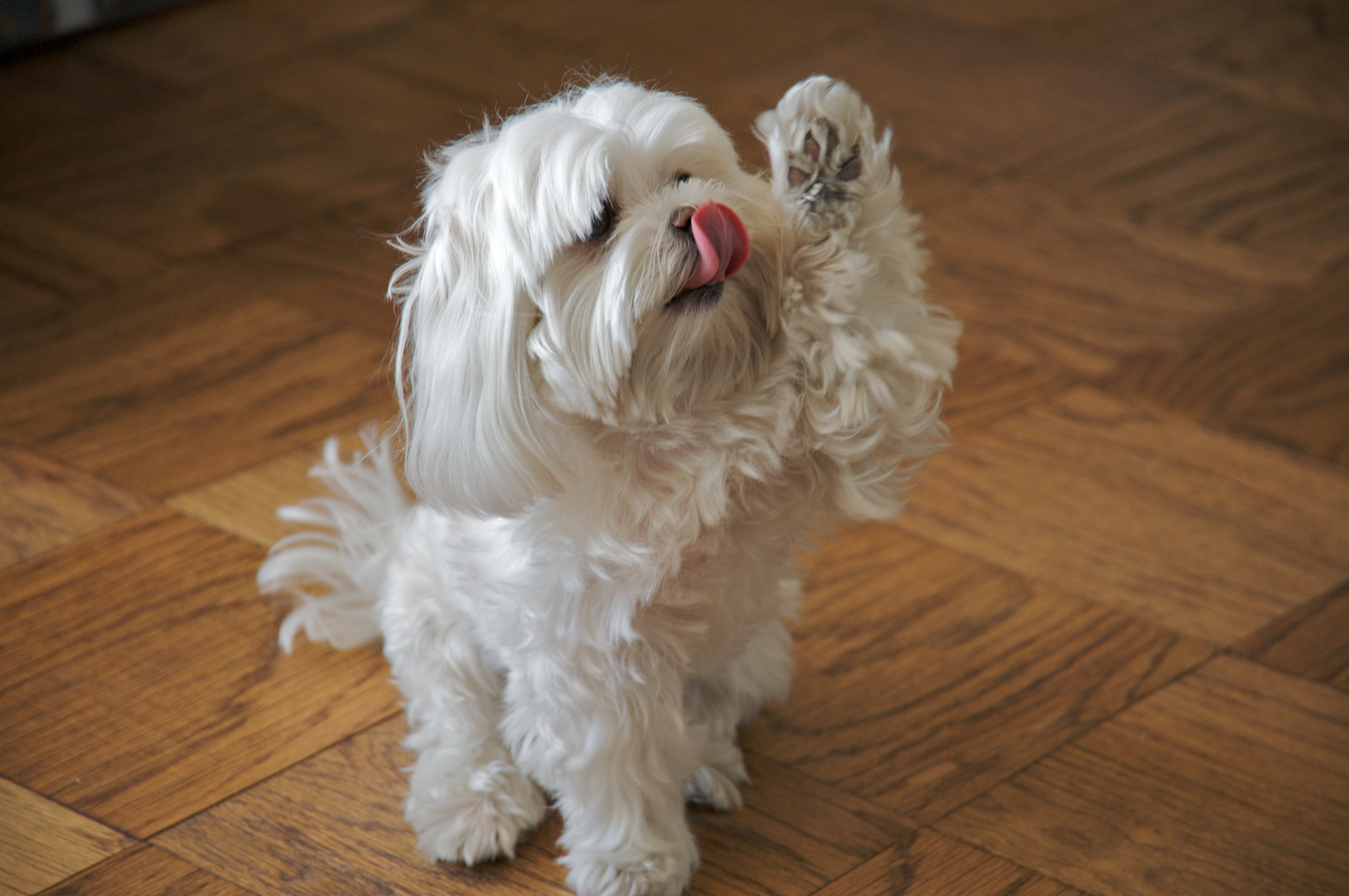
실내에서의 말티즈
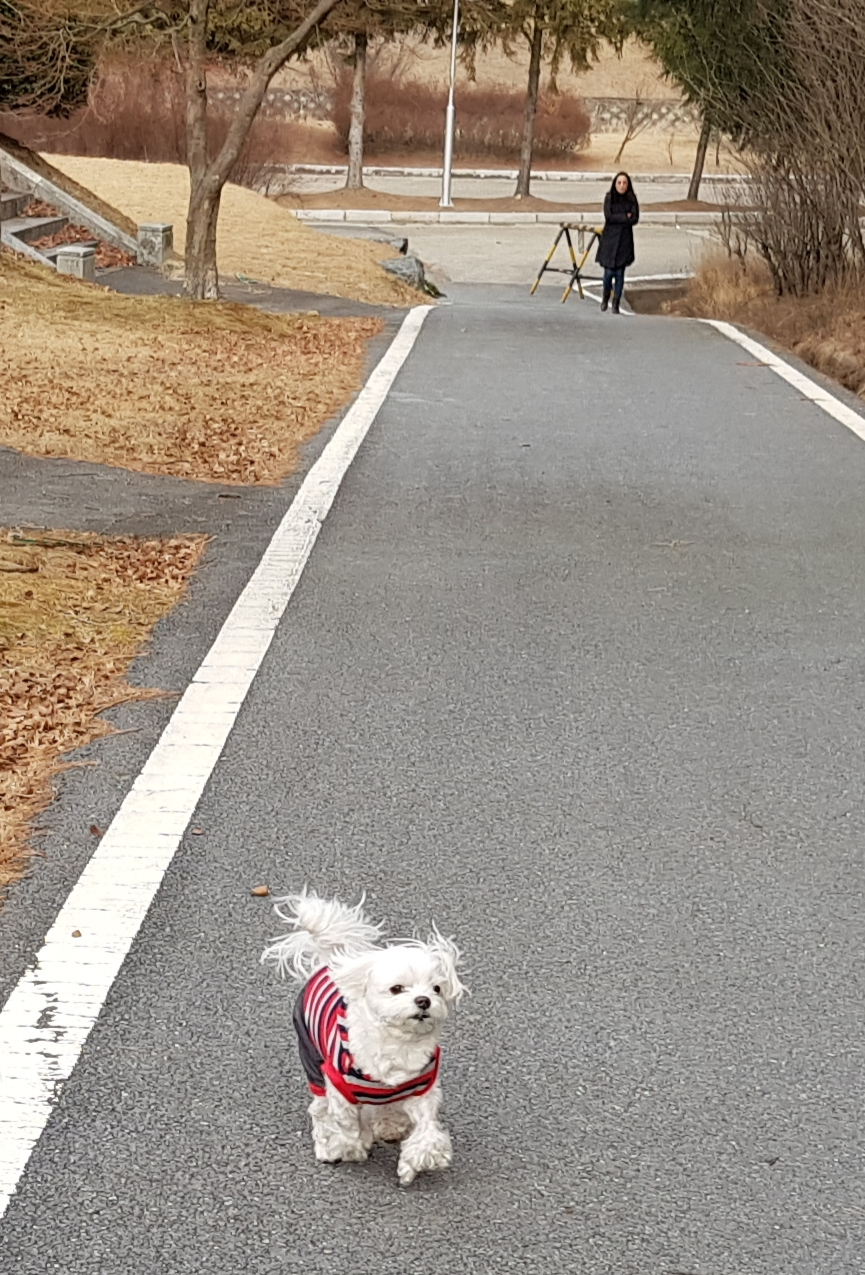
대전현충원에서의 말티즈

## 기타
기원전부터 이미 그리스나 로마의 귀부인들이 길러, 애완동물로서 오랜 역사를 가진 개이며, 지중해의 섬나라 몰타에서 유입된 개라고 알려져 있다. 그러나, 지중해에 있는 다른 섬인 시칠리아의 '멜리타'라는 마을에서 유래하였다는 설도 있다.
몰티즈의 성품은 몹시 까다로우나, 세련되고 충실하다. 주인에게 충실한 이들은 모든 사람들과 친밀하게 지낸다. 이들의 눈같이 희고 부드러운 털은 밑털이 없으므로, 연례적인 털갈이 문제가 크지는 않지만, 털이 엉키지 않게 하기 위해서는 자주 빗어 주어야 한다. 이들의 꼬리는 본래의 길이대로 우아하게 등 뒤로 말려있다. 몰티즈의 새끼는 작고 흰 털이 있으며 3개월까지는 어미젖을 먹이는 게 좋고 3개월 후부터 어미와 떨어져도 된다. 몰티즈의 교배와 임신은 암컷은 2년 정도 후(2번째 생리 이후)부터 하는게 좋다. 임신은 60일에서 65일정도 된다.